# Nathanael Gottfried Ferber
Nathanael Gottfried Ferber (ur. 13 kwietnia 1688 w Gdańsku, zm. 17 lipca 1755, tamże) był burmistrzem i burgrabią Gdańska.

## Życiorys
Syn Johanna Nathanaela Ferbera, rajcy i burgrabiego, oraz Konstancji z d. Vedders. Naukę pobierał w Gimnazjum Gdańskim, następnie studiował w Lipsku (1709) i Strassburgu (1713). 25 maja 1719 ożenił się w Gdańsku z Constantią, córką pastora i teologa Samuela Schelwiga. Tegoż roku wszedł do III Ordynku, 1723 został ławnikiem, 1730 konseniorem ławy, 1733 rajcą. 1734 pełnił funkcję sędziego ławy.
1734, pod koniec oblężenia Gdańska przez wojska rosyjskie i saskie, po kapitulacji Twierdzy Wisłoujście wszedł wraz z Johannem Wahlem w skład poselstwa uzgadniającego z feldmarszałkiem Burkhardem Münnichem warunki kapitulacji Gdańska. 1735 (i ponownie 1741) pełnił funkcję burgrabiego, 1746 został burmistrzem.
Pod koniec maja 1750 w Warszawie reprezentował Gdańsk w rozmowach z Augustem III w sprawie skargi obywateli Gdańska na Radę Miasta, a następnie pod koniec 1751 przekonywał członków rady do przyjęcia ordynacji królewskiej (ostateczne porozumienie w tej sprawie podpisano z przedstawicielem króla, Antonem von Leubnitzem 13 maja 1752). Za aktywną pomoc, zwłaszcza w końcowej fazie sporu, Ferber został 1754 po raz trzeci mianowany burgrabią.
Zmarł w 1755 i został pochowany w kościele Mariackim w Gdańsku. Pozostawił syna, Johanna Samuela (zm. 1786), który był ostatnim reprezentantem rodu Ferberów w linii męskiej.